# Silvanus andamanicus
Silvanus andamanicus es una especie de coleóptero de la familia Silvanidae.

## Distribución geográfica
Habita en las Islas Andamán y las Islas Nicobar.